# Digitaria cuyabensis
Digitaria cuyabensis là một loài thực vật có hoa trong họ Hòa thảo. Loài này được (Trin.) Parodi mô tả khoa học đầu tiên năm 1926.